# نيكولاي ريتر
نيكولاي ريتر (بالدنماركية: Nicolaj Ritter)‏ هو لاعب كرة قدم دنماركي في مركز الدفاع، ولد في 8 مايو 1992 في Brovst ‏ في الدنمارك. شارك مع منتخب الدنمارك تحت 17 سنة لكرة القدم ومنتخب الدنمارك تحت 19 سنة لكرة القدم ومنتخب الدنمارك تحت 21 سنة لكرة القدم. أما مع النوادي، فقد لعب مع نادي سيلكيبورج.

## وصلات خارجية
- نيكولاي ريتر على موقع قاعدة بيانات كرة القدم.إي يو (الإنجليزية)
- نيكولاي ريتر على موقع Soccerway.com (الإنجليزية)
- نيكولاي ريتر على موقع عالم كرة القدم.نت (الإنجليزية)